# Run This Town
"Run This Town" je pjesma američkog hip hop glazbenika Jay Z-ja objavljena 2009. godine. Pjesmu također izvode barbadoška pjevačica Rihanna i reper Kanye West, koji je, s Jay Z-jem, producirao pjesmu. Pjesma je objavljena kao drugi singl s Jay-Z-ijevog studijskog albuma The Blueprint 3. Nakon objavljivanja pjesme na iTunes-u 11. kolovoza 2009. godine, skočila je na treće mjesto top ljestvice Billboard Hot 100. To je njegova pjesma s najvećim uspjehom na toj ljestvici, koju je izveo kao samostalan izvođač.

## Pozadina
Jay-Z je planirao kao drugi singl s albuma izdati "Off That", duet s glazbenim izvođačom Drakeom,  ali odluka je na kraju pala na pjesmu "Run This Town", koju je izveo s Rihannom i Kanye Westom.
Pjesma je na radiju izvedena 24. srpnja 2009. godine u 9 sati i 11 minuta ujutro, da se napravi koencidencija s datumom izdavanja albuma, 11. rujna 2009. godine. Singl je službeno izdan na modernom radiju 9. kolovoza 2009.
Rihannin nastup je njeno prvo glaznebo pojavljivanja poslije spora sa svojim bišim dečkom Chrisom Brownom.

## Glazbeni videospot
Spot je režirao Anthony Mandler. Snimljen je 6. kolovoza 2009. godine u studiju Fort Totten Park u New Yorku. Prvi put je prikazan 19. kolovoza 2009. godine na njemačkom MTV-u.
Premijera spota desila se 20. kolovoza na MTV programima širom svijeta, te na Internetu.
Spot započinje scenom ljudi koji hodaju mašući bakljama. Onda Rihanna skida povez s usana i počinje pjevati svoju strofu. Zatim Jay Z izvodi svoju strofu u prostoru koji nalikuje na hram. Kanye West radi isto, samo u prostoru koji nalikuje na kavez, držeći baklju i s povezom na licu.

## Popis verzija
- CD singl za tržište Ujedinjenog Kraljevstva i SAD

1. "Run This Town" (s Rihannom i Kanye Westom) - 4:36
2. "Run This Town" (Bad City Rollerz Disco Mix) (s Rihannom i Kanye Westom)

 - 6:17

## Uspjeh na top ljestvicama
"Run This Town" se uspeo na treće mjesto u svom trećem tjednu na ljestvici Billboard Hot 100 poslije debitiranja na 88. mjestu i usponu na 66. mjesto drugogo tjedna. Pjesma je kasnije dospjela na 2. mjesto. To je Jay-Z-jeva najuspješnija pjesma na toj ljestvici kao glavnog izvođača. U SAD-u je prodano 517.137 primjeraka singla.
Također, debitirao je na 16. mjestu na službenoj irskoj top ljestvici, samo zbog digitalnih preuzimanja, a zatim se uspeo na 4. mjesto idućeg tjedna. Pjesma je objavljena u formatu za digitalno preuzimanje 30. kolovoza 2009. godine u Ujedinjenom Kraljevstvu. Drugi dan nakon objavljivanja dospio je na prvo mjesto iTunes top ljestvice Ujedinjenog Kraljevstva poslije i tako nadmašio novi singl "Get Sexy" od Sugababes. 6. rujna, “Run This Town” završio je na prvom mjestu službene top ljestvice Ujedinjenog Kraljevstva, i tako postao Jay Z-jev prvi singl koji je dospio na prvo mjesto te ljestvice kao glavnog izvođača, i njegov 4. singl koji je dospio na 1. mjesto te ljestvice uopšteno (ostala tri singla su "Crazy In Love," "Deja Vu" i "Umbrella".) Rihanni i Kanyeju Westu su to treći singlovi koji su dospjeli na prvo mjesto te ljestvice. U prvom tjednu nakon objave, prodano je 62.000 primjeraka singla.
14. rujna 2009. godine objavljeno je da je pjesma debitirala na 66. mjestu službene australske top ljestvice. U svom drugom tjednu na toj ljestvici, pjesma je skočila na 25. mjesto i konačno završila na 9. mjestu.
"Run This Town" se pojavio na 19 top ljestvica, na 13 od njih je dospio na jedno od prvih 10 mjesta, a na službenoj top ljestvici Ujedinjenog Kraljevstva i na ljestvici Billboard Hot Rap Tracks u SAD-u je završio na prvom mjestu.

## Top ljestvice
| Top ljestvica (2009)                  | Najviša pozicija |
| ------------------------------------- | ---------------- |
| Australija                            | 9                |
| Austrija                              | 29               |
| Belgija                               | 28               |
| Kanada                                | 6                |
| Danska                                | 20               |
| Nizozemska                            | 12               |
| Europa                                | 5                |
| Njemačka                              | 18               |
| Irska                                 | 3                |
| Japan                                 | 40               |
| Novi Zeland                           | 10               |
| Norveška                              | 5                |
| Švedska                               | 8                |
| Švicarska                             | 9                |
| Ujedinjeno Kraljevstvo                | 1                |
| UK (R&B top ljestvica)                | 1                |
| SAD (Billboard Hot 100)               | 2                |
| SAD (Billboard Hot R&B/Hip-Hop Songs) | 3                |
| SAD (Billboard Hot Rap Tracks)        | 1                |